# Seva (Puerto Rico)
Seva es un pueblo ficticio descrito en el cuento Seva del escritor puertorriqueño Luis López Nieves. 

## Origen de la palabra
En varias entrevistas Luis López Nieves ha explicado que se propuso inventar un pueblo que tuviera un nombre parecido al de "Ceiba", un pueblo real puertorriqueño. Por tanto, convirtió la primera "C" en una "S", eliminó la "I" y transformó la "B" en "V". El resultado fue el nombre de su pueblo ficticio: "Seva".